# 費德里科·皮奥瓦卡里
費德里科·皮奥瓦卡里（義大利語：Federico Piovaccari；1984年9月1日—）是一位意大利足球運動員。在場上的位置是前鋒。他現在效力於意大利足球甲級聯賽球隊桑普多利亞足球俱樂部。